# Brachówka (rejon złoczowski)
Brachówka (ukr. Брахівка) – wieś na Ukrainie w rejonie złoczowskim obwodu lwowskiego.

## Historia
Dawniej przysiółek w powiecie brodzkim.
Do 19 lipca 2020 r. w rejonie buskim. 